# Tectaria subdimorpha
Tectaria subdimorpha är en ormbunkeart som beskrevs av A. Rojas. Tectaria subdimorpha ingår i släktet Tectaria och familjen Tectariaceae. Inga underarter finns listade.